# Onomastus kanoi
Onomastus kanoi är en spindelart som beskrevs av Ono 1995. Onomastus kanoi ingår i släktet Onomastus och familjen hoppspindlar. Inga underarter finns listade i Catalogue of Life.